# Supercopa de España de Fútbol 2004
La Supercopa de España 2004 fue la XXI edición del torneo, correspondiente a la temporada 2004-05. Se disputó a doble partido en España entre los días 21 y 24 de agosto. Enfrentó al campeón de la Primera División 2003-04, el Valencia, y al campeón de la Copa del Rey 2003-04, el Real Zaragoza. El conjunto maño se adjudicó el título por primera vez en su historia tras vencer en el partido de vuelta por 1-3, pese a ser derrotado en la ida por 0-1.
| Bandera de Aragón | 3 - 2 | Bandera de la Comunidad Valenciana |
| Real Zaragoza 0 3 | 3 - 2 | Valencia C. F. 1                   |
| ----------------- | ----- | ---------------------------------- |

## Supercopa de 2004
| Valencia C. F. |  | Bandera de la Comunidad Valenciana |  | Campeón de la Primera División de España 2003-04 |
| Real Zaragoza  |  | Bandera de Aragón                  |  | Campeón de la Copa del Rey 2003-04               |

### Ida
| 13         | POR        | Luis García          |     |
| 4          | DEF        | Luis Carlos Cuartero |     |
| 5          | DEF        | Álvaro Maior         |     |
| 6          | DEF        | Gabriel Milito       |     |
| 12         | DEF        | Delio Toledo         |     |
| 17         | MED        | José María Movilla   | 80' |
| 26         | MED        | Alberto Zapater      |     |
| 7          | MED        | Luciano Galletti     | 79' |
| 10         | MED        | Sávio Bortolini      |     |
| 9          | DEL        | David Villa          |     |
| 19         | DEL        | Javi Moreno          | 67' |
| Entrenador | Entrenador | Víctor Muñoz         |     |

| 1          | POR        | Santiago Cañizares  |     |
| 23         | DEF        | Curro Torres        |     |
| 2          | DEF        | Mauricio Pellegrino |     |
| 17         | DEF        | David Navarro       |     |
| 15         | DEF        | Amedeo Carboni      |     |
| 8          | MED        | Rubén Baraja        |     |
| 6          | MED        | David Albelda       |     |
| 19         | MED        | Francisco Rufete    | 88' |
| 14         | MED        | Vicente Rodríguez   | 85' |
| 10         | DEL        | Miguel Ángel Angulo |     |
| 11         | DEL        | Marco Di Vaio       | 69' |
| Entrenador | Entrenador | Claudio Ranieri     |     |

| 18 | DEL | Goran Drulić   | 67' |
| 8  | MED | Cani           | 79' |
| 20 | MED | David Generelo | 80' |

| 20 | DEL | Mista            | 69' |
| 9  | MED | Bernardo Corradi | 85' |
| 7  | MED | Stefano Fiore    | 88' |

|  |

|  | 61' | Vicente Rodríguez | 0-1 |

|  | 4'  | Gabi Milito          |
|  | 20' | Javi Moreno          |
|  | 60' | Luis Carlos Cuartero |
|  | 77' | Álvaro Maior         |
|  | 85' | Goran Drulić         |

|  | 31' | Curro Torres      |
|  | 62' | Vicente Rodríguez |

| Árbitro:             | Julián Rodríguez Santiago    |
| Árbitros asistentes: | Francisco González Rodríguez |
| Árbitros asistentes: | José Antonio Ruiz Parra      |
| Cuarto árbitro       | Fabián Gutiérrez Carbó       |

| 13         | POR        | Luis García          |     |
| 4          | DEF        | Luis Carlos Cuartero |     |
| 5          | DEF        | Álvaro Maior         |     |
| 6          | DEF        | Gabriel Milito       |     |
| 12         | DEF        | Delio Toledo         |     |
| 17         | MED        | José María Movilla   | 80' |
| 26         | MED        | Alberto Zapater      |     |
| 7          | MED        | Luciano Galletti     | 79' |
| 10         | MED        | Sávio Bortolini      |     |
| 9          | DEL        | David Villa          |     |
| 19         | DEL        | Javi Moreno          | 67' |
| Entrenador | Entrenador | Víctor Muñoz         |     |

| 1          | POR        | Santiago Cañizares  |     |
| 23         | DEF        | Curro Torres        |     |
| 2          | DEF        | Mauricio Pellegrino |     |
| 17         | DEF        | David Navarro       |     |
| 15         | DEF        | Amedeo Carboni      |     |
| 8          | MED        | Rubén Baraja        |     |
| 6          | MED        | David Albelda       |     |
| 19         | MED        | Francisco Rufete    | 88' |
| 14         | MED        | Vicente Rodríguez   | 85' |
| 10         | DEL        | Miguel Ángel Angulo |     |
| 11         | DEL        | Marco Di Vaio       | 69' |
| Entrenador | Entrenador | Claudio Ranieri     |     |

| 18 | DEL | Goran Drulić   | 67' |
| 8  | MED | Cani           | 79' |
| 20 | MED | David Generelo | 80' |

| 20 | DEL | Mista            | 69' |
| 9  | MED | Bernardo Corradi | 85' |
| 7  | MED | Stefano Fiore    | 88' |

|  |

|  | 61' | Vicente Rodríguez | 0-1 |

|  | 4'  | Gabi Milito          |
|  | 20' | Javi Moreno          |
|  | 60' | Luis Carlos Cuartero |
|  | 77' | Álvaro Maior         |
|  | 85' | Goran Drulić         |

|  | 31' | Curro Torres      |
|  | 62' | Vicente Rodríguez |

| Árbitro:             | Julián Rodríguez Santiago    |
| Árbitros asistentes: | Francisco González Rodríguez |
| Árbitros asistentes: | José Antonio Ruiz Parra      |
| Cuarto árbitro       | Fabián Gutiérrez Carbó       |

### Vuelta
| 1          | POR        | Santiago Cañizares  |     |
| 12         | DEF        | Marco Caneira       |     |
| 2          | DEF        | Mauricio Pellegrino |     |
| 17         | DEF        | David Navarro       |     |
| 15         | DEF        | Amedeo Carboni      |     |
| 8          | MED        | Rubén Baraja        | 45' |
| 6          | MED        | David Albelda       |     |
| 19         | MED        | Francisco Rufete    | 45' |
| 20         | MED        | Mista               |     |
| 7          | MED        | Stefano Fiore       |     |
| 9          | DEL        | Bernardo Corradi    | 65' |
| Entrenador | Entrenador | Claudio Ranieri     |     |

| 13         | POR        | Luis García          |     |
| 4          | DEF        | Luis Carlos Cuartero |     |
| 5          | DEF        | Álvaro Maior         |     |
| 6          | DEF        | Gabriel Milito       |     |
| 12         | DEF        | Delio Toledo         |     |
| 17         | MED        | José María Movilla   |     |
| 26         | MED        | Alberto Zapater      | 59' |
| 7          | MED        | Luciano Galletti     | 68' |
| 10         | MED        | Sávio Bortolini      |     |
| 9          | DEL        | David Villa          | 56' |
| 19         | DEL        | Javi Moreno          |     |
| Entrenador | Entrenador | Víctor Muñoz         |     |

| 10 | MED | Miguel Ángel Angulo | 45' |
| 21 | MED | Pablo Aimar         | 45' |
| 18 | DEL | Xisco Muñoz         | 65' |

| 8  | MED | Cani             | 56' |
| 20 | MED | David Generelo   | 59' |
| 23 | MED | Fernando Soriano | 68' |

|  | 54' | Bernardo Corradi | 1-2 |

|  | 12' | Álvaro Maior     | 0-1 |
|  | 34' | Luciano Galletti | 0-2 |
|  | 83' | Javi Moreno      | 1-3 |

|  | 44' | David Navarro       |
|  | 61' | Miguel Ángel Angulo |
|  | 87' | Mauricio Pellegrino |

|  | 19' | Delio Toledo    |
|  | 53' | Alberto Zapater |

| Árbitro:             | Carlos Megía Dávila       |
| Árbitros asistentes: | Juan Carlos Yuste Jiménez |
| Árbitros asistentes: | Vicente Egido Rozas       |
| Cuarto árbitro       | Pablo Megía Dávila        |

| 1          | POR        | Santiago Cañizares  |     |
| 12         | DEF        | Marco Caneira       |     |
| 2          | DEF        | Mauricio Pellegrino |     |
| 17         | DEF        | David Navarro       |     |
| 15         | DEF        | Amedeo Carboni      |     |
| 8          | MED        | Rubén Baraja        | 45' |
| 6          | MED        | David Albelda       |     |
| 19         | MED        | Francisco Rufete    | 45' |
| 20         | MED        | Mista               |     |
| 7          | MED        | Stefano Fiore       |     |
| 9          | DEL        | Bernardo Corradi    | 65' |
| Entrenador | Entrenador | Claudio Ranieri     |     |

| 13         | POR        | Luis García          |     |
| 4          | DEF        | Luis Carlos Cuartero |     |
| 5          | DEF        | Álvaro Maior         |     |
| 6          | DEF        | Gabriel Milito       |     |
| 12         | DEF        | Delio Toledo         |     |
| 17         | MED        | José María Movilla   |     |
| 26         | MED        | Alberto Zapater      | 59' |
| 7          | MED        | Luciano Galletti     | 68' |
| 10         | MED        | Sávio Bortolini      |     |
| 9          | DEL        | David Villa          | 56' |
| 19         | DEL        | Javi Moreno          |     |
| Entrenador | Entrenador | Víctor Muñoz         |     |

| 10 | MED | Miguel Ángel Angulo | 45' |
| 21 | MED | Pablo Aimar         | 45' |
| 18 | DEL | Xisco Muñoz         | 65' |

| 8  | MED | Cani             | 56' |
| 20 | MED | David Generelo   | 59' |
| 23 | MED | Fernando Soriano | 68' |

|  | 54' | Bernardo Corradi | 1-2 |

|  | 12' | Álvaro Maior     | 0-1 |
|  | 34' | Luciano Galletti | 0-2 |
|  | 83' | Javi Moreno      | 1-3 |

|  | 44' | David Navarro       |
|  | 61' | Miguel Ángel Angulo |
|  | 87' | Mauricio Pellegrino |

|  | 19' | Delio Toledo    |
|  | 53' | Alberto Zapater |

| Árbitro:             | Carlos Megía Dávila       |
| Árbitros asistentes: | Juan Carlos Yuste Jiménez |
| Árbitros asistentes: | Vicente Egido Rozas       |
| Cuarto árbitro       | Pablo Megía Dávila        |

| Campeón Supercopa de España 2004 |
| -------------------------------- |
| Real Zaragoza 1° Título          |

| Predecesor: Supercopa de España 2003 | Supercopa de España 2004 | Sucesor: Supercopa de España 2005 |